# Francisco Javier Pulgar (khu tự quản)
Francisco Javier Pulgar là một khu tự quản thuộc bang Zulia, Venezuela. Thủ phủ của khu tự quản Francisco Javier Pulgar đóng tại Pueblo Nuevo (El Chivo). Khự tự quản Francisco Javier Pulgar có diện tích 800 km2, dân số theo điều tra dân số ngày 21 tháng 10 năm 2001 là 29208 người.